# Sloan Great Wall

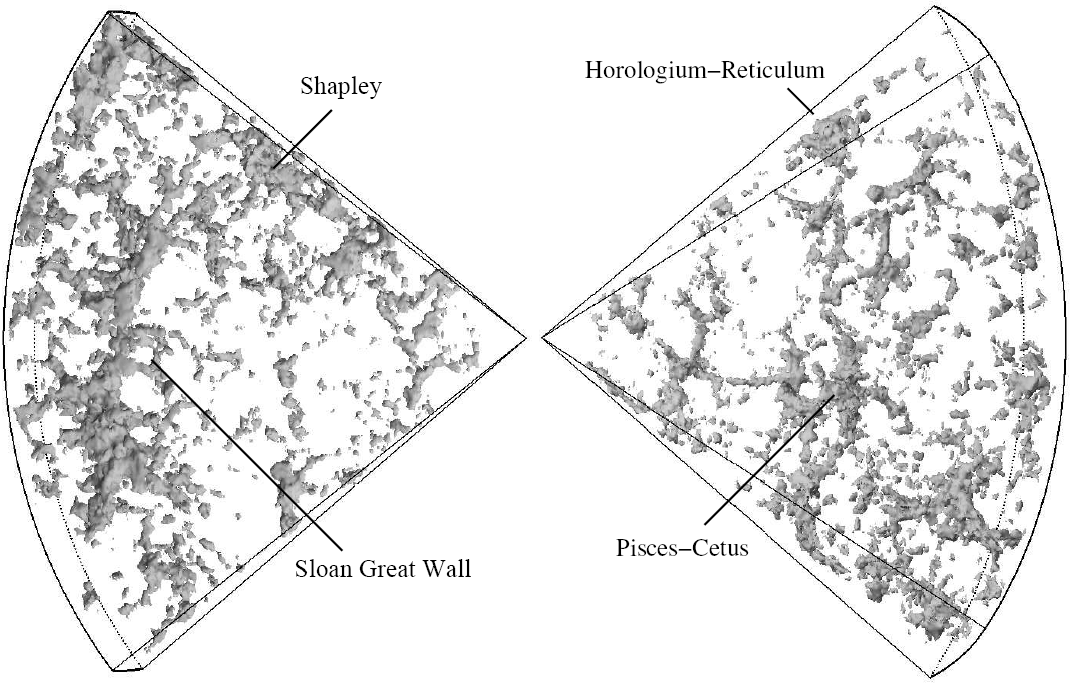
Grafische Darstellung des näheren Universums wie im Jahr 2007 durch die 2dF Galaxy Redshift Survey erfasst. Mitte links die Sloan Great Wall

Die Sloan Great Wall ist eine gigantische Wand aus Galaxien und stellt nach der Hercules–Corona Borealis Great Wall und dem ausgedehnten Quasar-Cluster U1.27 die größte bekannte zusammenhängende Struktur im Universum dar. Sie wurde mittels der Daten des Sloan Digital Sky Survey im Jahr 2003 entdeckt. Die Struktur ist fast dreimal so groß wie die CfA2 Great Wall und hat eine Länge von rund 1,37 Mrd. Lichtjahren. Sie ist rund eine Milliarde Lichtjahre von der Erde entfernt.
Die Sloan Great Wall ist eine nicht gravitativ gebundene Anordnung von Galaxien.